# Шумилов, Василий Тимофеевич

Трептов-парк. Руководители ГДР, ГСВГ и Посольства СССР, В. Шумилов (во 2-й шеренге 3-й сипава) на возложении венков. Берлин 1982

Василий Тимофеевич Шумилов (1924, Городно, Псковская губерния — 1996) — советский военный, государственный и политический деятель, генерал-лейтенант.

## Биография
Родился в 1924 году в деревне Городно.
С 1942 года — на хозяйственной, общественной и политической работе.
В 1942—1946 гг. — в РККА, участник Великой Отечественной войны.
Член ВКП(б) с 1946 года. После демобилизации — на комсомольской и партийной работе.
Январь 1954 – январь 1958 г. — 1-й секретарь Ленинградского обкома ВЛКСМ.
С марта 1954 г. — кандидат, и с апреля 1956 г. член Бюро ЦК ВЛКСМ.
В 1958 – июне 1959 г. — 1-й секретарь Выборгского горкома КПСС.
В 1956 г. заочно окончил Ленинградский педагогический институт.
С 1959 г. — работает в органах госбезопасности.
Июнь 1959 – август 1969 г. — начальник УКГБ по Ленинградской области, член Коллегии КГБ.
10 декабря 1964 г. после смещения Хрущёва — получил звание Генерал-майора.
В августе 1969 г. снят с должности начальника УКГБ после покушения на Брежнева.
12 августа 1969 – 5 июля 1976 г. — представитель КГБ при МВД ВНР.
5 июля 1976 – 23 февраля 1987 г. — уполномоченный КГБ по координации и связи с МГБ ГДР.
1987 – 1990 г. — в действующем резерве ПГУ КГБ, работал в Ленинграде.
В феврале 1990 г. уволен в отставку по возрасту.
Избирался депутатом Верховного Совета РСФСР 4-го, 5-го, 6-го, 7-го созывов.
Умер в 1996 году, похоронен в Санкт-Петербурге на Серафимовском кладбище.

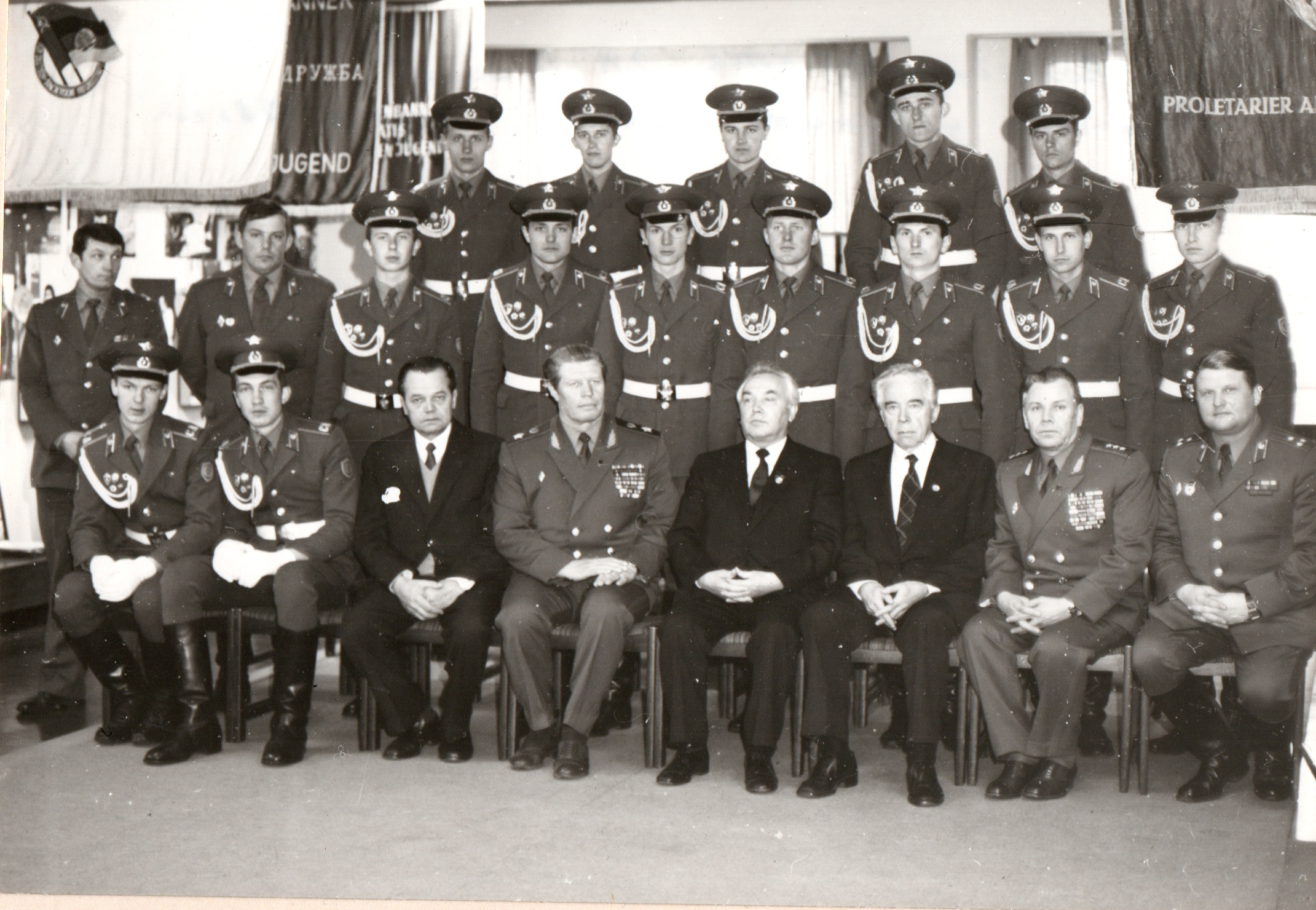
Шумилов В. Т, Зайцев М. М., Романов Г. В., Абрасимов П. А., Лизичев А. Д. у воинов 6 гв. омсбр ГСВГ Берлин 1983